# カイドキッ
カイドキッは日本のお笑いコンビ。元よしもとクリエイティブ・エージェンシー所属。

## メンバー
- 吉川 崇（よしかわ たかし、本名：同じ、1982年4月7日 - ）ツッコミ担当。

京都府出身。身長181.5cm、血液型A型（RH-）。
R-1ぐらんぷり2010 1回戦敗退。
2019年に「うまだん」とコンビ「ライデン」を結成した。
- 脇澤美穂（本名：同じ、1979年10月9日 - ）ボケ担当。

千葉県いすみ市出身。身長164.1cm、血液型O型。
元女子プロレスラー。納見佳容とのコンビ名『ミホカヨ』を、芸人転身の際に自身の芸名とした。

## 略歴
- 二人ともワタナベコメディスクール（WCS）8期生出身。キングオブコント出場を目指し、2008年結成。
- 2009年4月6日にワタナベエンターテインメントの二次審査に合格してワタナベ所属が決まる。
- 2010年、事務所ライブに出演できない月が続いたため、ワタナベを離れフリーとなる。ワタナベエンターテインメントのライブ『STEP!STEP!STEP!』などに出演してワタナベ再所属を目指している。
- よしもと所属が決まる。
- 2016年2月11日をもって解散。脇澤は結婚のため芸人を引退。吉川は個人名を「天才カイドキッ」にしピン活動を開始。
- 赤羽にて無料ライブを毎月開催

## 芸風
ネタはコントが多い。主なコントネタに、母親と息子の会話のものなどがある。一方で、M-1グランプリなどで漫才も披露したことがある。